# Buenavista Uno, Tantima
Buenavista Uno är en ort i Mexiko.   Den ligger i kommunen Tantima och delstaten Veracruz, i den sydöstra delen av landet, 270 km nordost om huvudstaden Mexico City. Buenavista Uno ligger 36 meter över havet och antalet invånare är 136.
Terrängen runt Buenavista Uno är platt. Runt Buenavista Uno är det ganska tätbefolkat, med 166 invånare per kvadratkilometer. Närmaste större samhälle är Naranjos, 12,2 km sydväst om Buenavista Uno. Trakten runt Buenavista Uno består till största delen av jordbruksmark.